# ヘスス・カルバーリョ
ヘスス・カルバーリョ・マルティネス（スペイン語: Jesús Carballo Martínez、1976年11月26日 - ）は、スペイン・マドリード出身の男子体操競技選手。弟のマヌエル・カルバーリョも体操競技選手である。

## 経歴
1996年にプエルトリコのサンフアンで開催された世界体操競技選手権では、鉄棒で金メダルを獲得した。1996年アトランタオリンピックでは個人総合13位だった。1997年にスイスのローザンヌで開催された世界選手権では、鉄棒で銀メダルを獲得した。1998年にロシアのサンクトペテルブルクで開催されたヨーロッパ体操競技選手権では、鉄棒で金メダルを獲得した。1999年に中国の天津市で開催された世界選手権では、鉄棒で金メダルを獲得した。スペインのパルマ・デ・マヨルカで開催された1999年夏季ユニバーシアードでは、つり輪で銅メダルを獲得した。